# Baby Scratch My Back
«Baby Scratch My Back» — пісня американського блюзового музиканта Сліма Гарпо, випущена синглом у 1965 році на лейблі Excello Records. Пісня увійшла до однойменного альбому Гарпо Baby Scratch My Back (1966).
Записана у жовтні 1965 року на студії J. D. Miller Studio в Краулі (Луїзіана). У записі Сліму Гарпо (вокал, губна гармоніка) акомпанували Джеймс Джонсон і Рудольф Річард (гітари), Джіз Огаст (бас), Семмі К. Браун (ударні) і можливо Вінс Монро (перкусія).
Сингл став хітом і 26 лютого 1966 року посів 1-е місце в чартах R&B Singles (протримався 2 тижні) та 16-е місце в Billboard Hot 100 журналу «Billboard».
Кавер-версію пісні записав соул-співак Отіс Реддінг для альбому The Soul Album (1966).
У 1997 році пісня «Baby Scratch My Back» в оригінальному виконанні Сліма Гарпо (1965, Excello) була включена до Зали слави блюзу.

## Композиції
1. «Baby Scratch My Back» (Джеймс Мур)  — 2:47
2. «I'm Gonna Miss You (Like The Devil)» (Джеймс Мур) — 2:17

## Хіт-паради
| Рік  | Сингл                  | Чарт              | Позиція     |
| ---- | ---------------------- | ----------------- | ----------- |
| 1966 | «Baby Scratch My Back» | R&B Singles       | 1 (2 тижні) |
| 1966 | «Baby Scratch My Back» | Billboard Hot 100 | 16          |